# Grand Prix Południowej Afryki 1977
Grand Prix Południowej Afryki 1977 (oryg. South African Grand Prix) – trzecia runda Mistrzostw Świata Formuły 1 w sezonie 1977, która odbyła się 5 marca 1977, po raz 11. na torze Kyalami.
23. Grand Prix Południowej Afryki, 14. zaliczane do Mistrzostw Świata Formuły 1.
Podczas Grand Prix doszło do wypadku, w którym zginął kierowca Tom Pryce i porządkowy Jansen van Vuuren.

## Wypadek
W czasie wyścigu kierowca Renzo Zorzi musiał zjechać na pobocze z powodu wycieku paliwa z bolidu, co spowodowało mały, ale nieszkodliwy pożar. Bolid Zorziego zatrzymał się tuż za niewidocznym grzbietem wzgórza, ale dwóch porządkowych bez zgody władz zdecydowało się przejść na drugą stronę, aby ugasić ogień. Był to 24-letni "Bill" (bliższa tożsamość nieznana) i Jansen van Vuuren. W tym momencie pojawiły się pojazdy Pryce'a i Hansa-Joachima Stucka jadąc jeden obok drugiego. Bolid Stucka ominął "Billa", jednakże jadący za nim Pryce nie mógł ominąć 19-letniego van Vuurena. Wjechał w niego z pełną prędkością, zabijając na miejscu.
Zderzenie miało minimalny wpływ na pojazd Pryce'a - spowodowało tylko lekkie uszkodzenie przedniego skrzydła. Nieszczęśliwie, gaśnica trzymana przez Van Vuurena uderzyła Pryce'a, zrywając mu kask z głowy i zabijając go na miejscu.

## Wyścig
| Legenda oznaczeń w tabelach wyników Wyświetl szablon na nowej stronie | Legenda oznaczeń w tabelach wyników Wyświetl szablon na nowej stronie                                                                     |
| Oznaczenie                                                            | Wyjaśnienie |
| --------------------------------------------------------------------- | --- |
| Złoty                                                                 | Zwycięzca lub mistrzostwo |
| Srebrny                                                               | 2. miejsce lub wicemistrzostwo |
| Brązowy                                                               | 3. miejsce lub II wicemistrzostwo |
| Zielony                                                               | Ukończył, punktował (w klasyfikacji generalnej, gdy zdobył co najmniej jeden punkt na przestrzeni sezonu, poza trzema powyższymi opcjami) |
| Niebieski                                                             | Ukończył, nie punktował (w klasyfikacji generalnej, gdy nie zdobył co najmniej jednego punktu na przestrzeni sezonu)                      |
| Czerwony                                                              | Nie zakwalifikował się (NZ) |
| Czerwony                                                              | Nie prekwalifikował się (NPK) |
| Różowy                                                                | Nie ukończył (NU) |
| Różowy                                                                | Niesklasyfikowany (NS) (w klasyfikacji generalnej, gdy nie został sklasyfikowany w żadnym wyścigu sezonu)                                 |
| Czarny                                                                | Zdyskwalifikowany (DK) |
| Czarny                                                                | Wykluczony (WYK/EX) |
| Biały                                                                 | Nie wystartował (NW) |
| Biały                                                                 | Kontuzjowany (K/INJ) |
| Biały                                                                 | Wyścig odwołany (OD/C) |
| Bez koloru                                                            | Został wycofany (WYC/WD) |
| Bez koloru                                                            | Nie przybył (NP/DNA) |
| Bez koloru                                                            | Nie brał udziału w treningach (NT/DNP) |
| Bez koloru                                                            | Nie został zgłoszony (–) |
| Pogrubienie                                                           | Start z pole position |
| Kursywa                                                               | Najszybsze okrążenie wyścigu |
| †                                                                     | Nie ukończył, ale jego rezultat został zaliczony ze względu na przejechanie więcej niż 90% dystansu wyścigu.                              |
| *                                                                     | Sezon w trakcie |
| 1/2/3                                                                 | Punktowana pozycja w sprincie kwalifikacyjnym                                                                                             |
| Lista systemów punktacji Formuły 1                                    | |

| Poz | Nr | Kierowca           | Konstrkctor        | Okr. | Czas/Strata        | Poz. st. | Pkt. |
| --- | -- | ------------------ | ------------------ | ---- | ------------------ | -------- | ---- |
| 1   | 11 | Niki Lauda         | Ferrari            | 78   | 1h:42:21.6         | 3        | 9    |
| 2   | 20 | Jody Scheckter     | Wolf-Ford          | 78   | +5.2               | 5        | 6    |
| 3   | 4  | Patrick Depailler  | Tyrrell-Ford       | 78   | +5.7               | 4        | 4    |
| 4   | 1  | James Hunt         | McLaren-Ford       | 78   | +9.5               | 1        | 3    |
| 5   | 2  | Jochen Mass        | McLaren-Ford       | 78   | +19.9              | 12       | 2    |
| 6   | 7  | John Watson        | Brabham-Alfa Romeo | 78   | +20.2              | 11       | 1    |
| 7   | 19 | Vittorio Brambilla | Surtees-Ford       | 78   | +23.6              | 14       |      |
| 8   | 12 | Carlos Reutemann   | Ferrari            | 78   | +26.7              | 8        |      |
| 9   | 22 | Clay Regazzoni     | Ensign-Ford        | 78   | +46.2              | 16       |      |
| 10  | 28 | Emerson Fittipaldi | Fittipaldi-Ford    | 78   | +1:11.7            | 9        |      |
| 11  | 18 | Hans Binder        | Surtees-Ford       | 77   | +1 okr.            | 19       |      |
| 12  | 6  | Gunnar Nilsson     | Lotus-Ford         | 77   | +1 okr.            | 10       |      |
| 13  | 8  | Carlos Pace        | Brabham-Alfa Romeo | 76   | +2 okr.            | 2        |      |
| 14  | 30 | Brett Lunger       | March-Ford         | 76   | +2 okr.            | 23       |      |
| 15  | 14 | Larry Perkins      | BRM                | 73   | +5 okr.            | 22       |      |
| NS  | 9  | Alex Ribeiro       | March-Ford         | 66   | silnik             | 17       |      |
| NS  | 10 | Hans-Joachim Stuck | March-Ford         | 55   | silnik             | 18       |      |
| NS  | 5  | Mario Andretti     | Lotus-Ford         | 43   | wypadek            | 6        |      |
| NS  | 33 | Boy Hayje          | March-Ford         | 33   | skrzynia biegów    | 21       |      |
| NS  | 26 | Jacques Laffite    | Ligier-Matra       | 22   | wypadek            | 12       |      |
| NS  | 16 | Tom Pryce          | Shadow-Ford        | 22   | śmiertelny wypadek | 15       |      |
| NS  | 17 | Renzo Zorzi        | Shadow-Ford        | 21   | wyciek paliwa      | 20       |      |
| NS  | 3  | Ronnie Peterson    | Tyrrell-Ford       | 5    | probl. z paliwem   | 7        |      |